# Osyris daruma
Osyris daruma är en sandelträdsväxtart som beskrevs av Ahmed Ahmad Parsa. Osyris daruma ingår i släktet Osyris och familjen sandelträdsväxter. Inga underarter finns listade i Catalogue of Life.